# Großkrebse

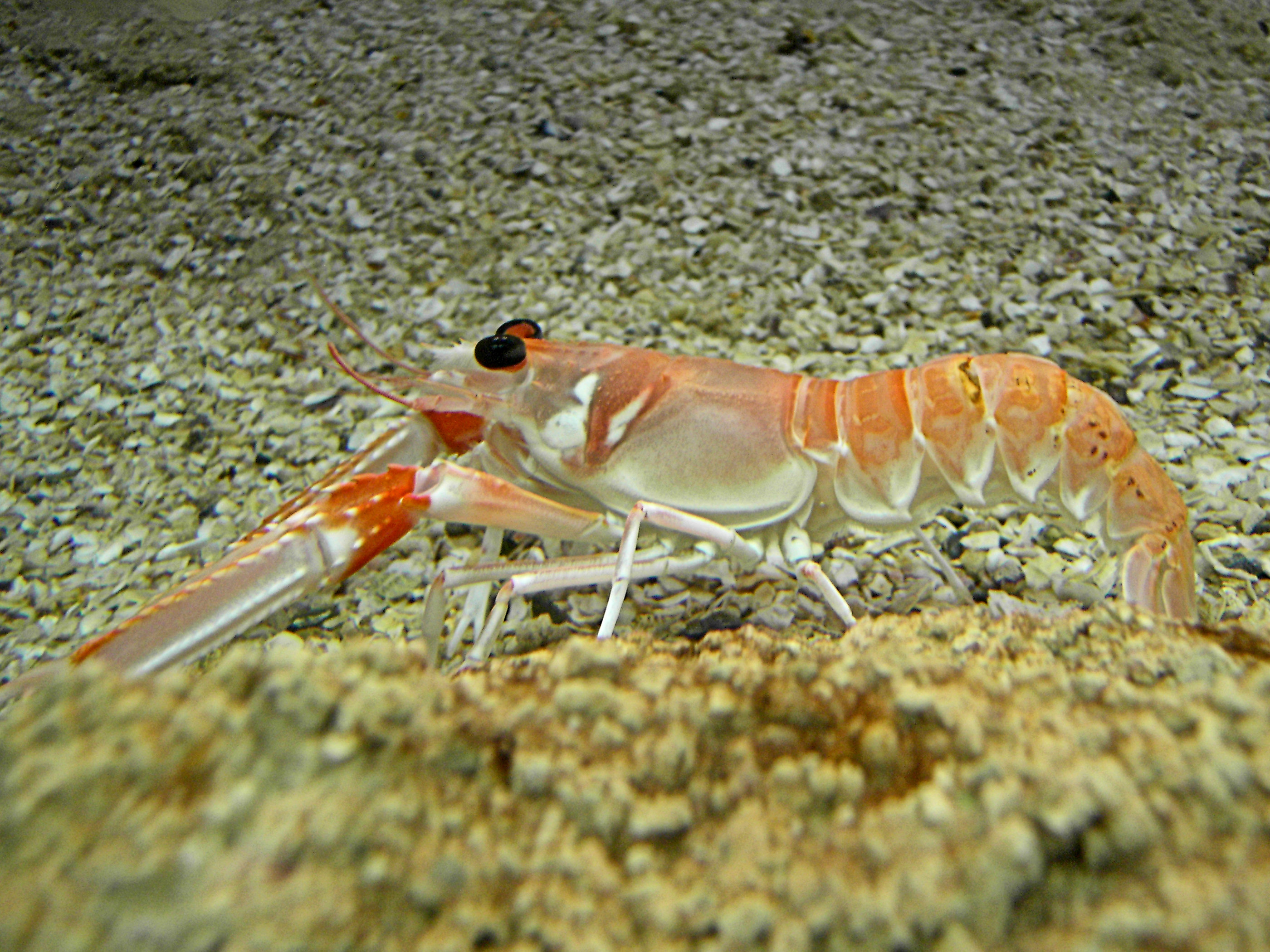
Kaisergranat
(Nephrops norvegicus)

Die Großkrebse (Astacidea) sind eine Teilordnung der Höheren Krebse (Malacostraca). Wegen ihrer bekanntesten Mitglieder werden sie im Deutschen auch Flusskrebse und Hummerähnliche genannt.

## Merkmale
Alle Großkrebse haben einen relativ robusten Körperbau. Ihr Carapax ist zylindrisch. Es hat erst hinter der Mundöffnung eine Verbindung mit dem Sternum. Das Abdomen endet in einem ausgeprägten, breiten Schwanzfächer. Das erste Beinpaar ist stark vergrößert und trägt kräftige, schwere Scheren. Auch das zweite und dritte Beinpaar trägt, allerdings wesentlich kleinere, Scheren. Die Kiemen bestehen aus unverzweigten Filamenten.

## Systematik
Überfamilien und Familien:
- Flusskrebse (Astacoidea)
  - Astacidae
  - Cambaridae
- Enoplometopoidea
  - Riffhummer (Enoplometopidae)
- Nephropoidea
  - Hummerartige (Nephropidae)
- Parastacoidea
  - Parastacidae